# UTAS UTS-15
UTS-15 — гладкоствольное ружьё, разработанное в 2011 году компанией UTAS. Оружие было создано для военных и полицейских, а также для гражданского рынка. Обладает спаренным магазином на 15 патронов.

## История появления
Первоначально UTAS поставляла гладкоствольные ружья для Smith & Wesson, так как сама компания их не производила. Позже компания UTAS взяла ружье Neostead, африканского производства, в качестве основы для своего нового оружия. В оружие сохранили булл-пап компоновку и два трубчатых, надствольных магазина, но переделали внутренние механизмы. К тому времени Smith & Wesson уже перестала продавать ружья под своим именем, вследствие этого UTS-15 был выпущен под маркой UTAS.

## Механизм работы и устройство
UTS-15 является помповым ружьём. Запирание ствола происходит при повороте затвора на три боевых упора, которые сцепляются с хвостовиком ствола. Выброс стреляных гильз идет только вправо, также окно для выброса гильз имеет автоматически открывающуюся пылезащитную крышку. Конструкция подающего узла ружья обеспечивает хорошую подачу и досылание патронов в абсолютно любом положении оружия, а откидная крышка обеспечивает быстрый доступ к казённой части ствола и подающему узлу для контроля за наличием патрона в патроннике и устранения задержек при подаче, если был использован деформированный патрон. Ружьё имеет ручной предохранитель, расположенный слева, над пистолетной рукояткой. Корпус оружия выполнен из ударопрочного пластика, армированного углеволокном. Канал ствола хромированный, также ствол имеет сменные чоки.
В верхней части корпуса выполнена интегральная направляющая Пикатинни, на которую крепятся различные прицельные приспособления. На полость направляющего цевья под стволом могут устанавливаются фонарь, лазерный целеуказатель или блок фонарь и ЛЦУ от компании UTAS. Такое размещение не даёт больших габаритов оружия, в отличие от креплений на наружные направляющие или кронштейны.

## Достоинства
Оружие удобно в обращении. Оно обладает высокой огневой мощью, гибкостью и весьма компактными размерами. Его особенность — это спаренный двойной магазин на 15 патронов, который можно питать с левой или с правой стороны и с двух одновременно. Выбором вида подачи управляет трёхпозиционный переключатель, который расположен на верхней поверхности ствольной коробки, то есть в районе выхода патронов из магазина. Другая особенность — это выступающие через прорези наружу и вверх рычаги подавателей, они дают возможность вручную сжать пружину магазина, зафиксировать подаватель в переднем положении и быстро зарядить магазин. Положение подавателей показывает остаток патронов магазинах, на корпусе есть соответствующая разметка.

## В современном мире
Ружья производят на турецком и американском заводах, для поставок в европейские, азиатские и африканские страны, а также для рынков США.